# The Fall (2006)
The Fall (bra: Dublê de Anjo) é um filme americano de 2006 dirigido por Tarsem Singh e roteirizado por Dan Gilroy, Nico Soultanakis, Tarsem Singh, baseado no roteiro do filme de 1981 Yo Ho Ho  de Valeri Petrov. É estrelado por Lee Pace, Untaru Catinca e Justine Waddell.
Ganhou o prêmio de melhor filme no Festival de Sitges.
The Fall estreou no Toronto International Film Festival de 2006. Para seu lançamento em 2008, o filme foi apresentado por David Fincher e Spike Jonze.

## Sinopse
Uma garotinha que se chama Alexandria se encontra em tratamento em um hospital por estar com um braço quebrado. A menina começa uma amizade com outro paciente do local, um jovem dublê de cinema que é internado no mesmo hospital. A partir desta relação, o ator começa a contar uma história fantástica de cinco heróis que juntam forças para derrubar um governador tirano, na Índia. Viajando por lugares exóticos e únicos, as personagens desta fantástica história irão enfrentar exércitos e perigos. Mas essas historias são contadas com um propósito apenas; que a menina pegue alguns medicamentos para o ator se suicidar.

## Elenco
- Lee Pace como Roy Bandit Walker / Bandido Mascarado[4]
- Catinca Untaru como Alexandria
- Justine Waddell como enfermeira Evelyn / Evelyn Irmã
- Daniel Caltagirone como Sinclair / Governador Odioso
- Leo Bill como Orderly / Charles Darwin
- Kim Uylenbroek como Médico / Alexandre, o Grande
- Julian Bleach como paciente idoso / Mística
- Jeetu Verma como laranja selecionador / indiano
- Emil Hostina como pai de Alexandria / Bandido azul
- Marcus Wesley como entregador de gelo / Benga Otta

## Locação
| Algumas das locações do filme: Dead Vlei, Chand Baori e Umaid Bhawan Palace |
| Algumas das locações do filme: Dead Vlei, Chand Baori e Umaid Bhawan Palace |

O filme é conhecido pelo seus belíssimos cenários, todos reais, não sendo utilizado nenhum tipo de computação gráfica.
- Hospital Valkenberg na Cidade do Cabo , África do Sul
- Dead Vlei, Namíbia
- O labirinto Jantar Mantar, em Jaipur, Índia
- Lake Palace Hotel , em Udaipur, Índia
- Charles Bridge , em Praga, República Tcheca
- Recife Borboleta, Fiji
- Ilha de Sumatra
- Ilhas Andaman, Índia
- Pangong Lake em Ladakh, Índia
- Buland Darwaza no complexo do palácio de Fatehpur Sikri , Uttar Pradesh, Índia
- Agra, Índia
- Magnetic Hill em Ladakh, Índia
- Lamayuru em Ladakh, Índia
- Bali, Indonésia
- Chand Baori, Rajastão
- Jodhpur, a Cidade Azul no Rajastão
- Umaid Bhawan Palace, Jodhpur, Rajastão
- Taj Mahal, Índia
- Jardín Botánico de Buenos Aires, Argentina
- Capitólio , Coliseu , Roma, Itália
- Villa de Adriano , Tivoli, Itália
- Hagia Sophia , Istambul, Turquia
- Estátua da Liberdade no Jardin du Luxembourg em Paris, França